# Agnes van Ardenne
Anna Maria Agnes van Ardenne-van der Hoeven (ur. 21 stycznia 1950 w Maasland w Holandii Południowej) – holenderska polityk i samorządowiec, działaczka Apelu Chrześcijańsko-Demokratycznego (CDA), posłanka do Tweede Kamer, w latach 2003–2007 minister.

## Życiorys
Po ukończeniu szkoleń zawodowych pracowała jako asystentka farmaceuty. Pod koniec lat 70. wstąpiła do Apelu Chrześcijańsko-Demokratycznego. W latach 1988–1994 była radną w Vlaardingen, od 1990 wchodziła w skład zarządu miasta jako wethouder odpowiedzialny za sprawy gospodarcze, transport, porty i targowiska oraz sport i rekreację. W 1994 po raz pierwszy zasiadła w Tweede Kamer. Do niższej izby Stanów Generalnych wybierana następnie w 1998, 2002 i 2003.
W lipcu 2002 została sekretarzem stanu ds. rozwoju międzynarodowego w pierwszym rządzie Jana Petera Balkenende. W maju 2003 awansowana do rangi ministra, stanowisko to zajmowała do lutego 2007 w drugim i trzecim gabinecie tegoż premiera. W kwietniu 2007 powołana na stałego przedstawiciela Holandii przy Organizacji Narodów Zjednoczonych do spraw Wyżywienia i Rolnictwa, a także przy WFP i IFAD. Misję dyplomatyczną zakończyła w lipcu 2011. Później do 2015 kierowała Productschap Tuinbouw, organizacją zrzeszającą rolników i sadowników.
Odznaczona Orderem Oranje-Nassau IV klasy (2007).